# Palmeiras (Bahia)
Palmeiras – miasto i gmina w Brazylii, w stanie Bahia. Znajduje się w mezoregionie Centro-Sul Baiano i mikroregionie Seabra.